# ネオヴェナトル
ネオヴェナトル（Neovenator　「新たな狩人」の意味）はアロサウルス上科の獣脚類恐竜の属の一つである。 イギリス、ワイト島で発見されて以来、最もよく知られているヨーロッパの大型肉食恐竜の一つとなっている。最初はメガロサウルス属の新種と考えられていた。体長は約7.5 m、華奢な体格で体重は1000-2000 kgと推定されている。体長10 m以上であったことを示す化石も発見されているが、非常に断片的である。白亜紀前期、バーレム期（1億2500万年前）に生息していた。

## 発見と種

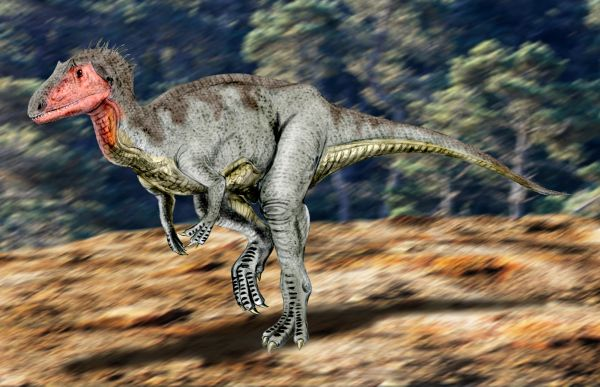
復元図

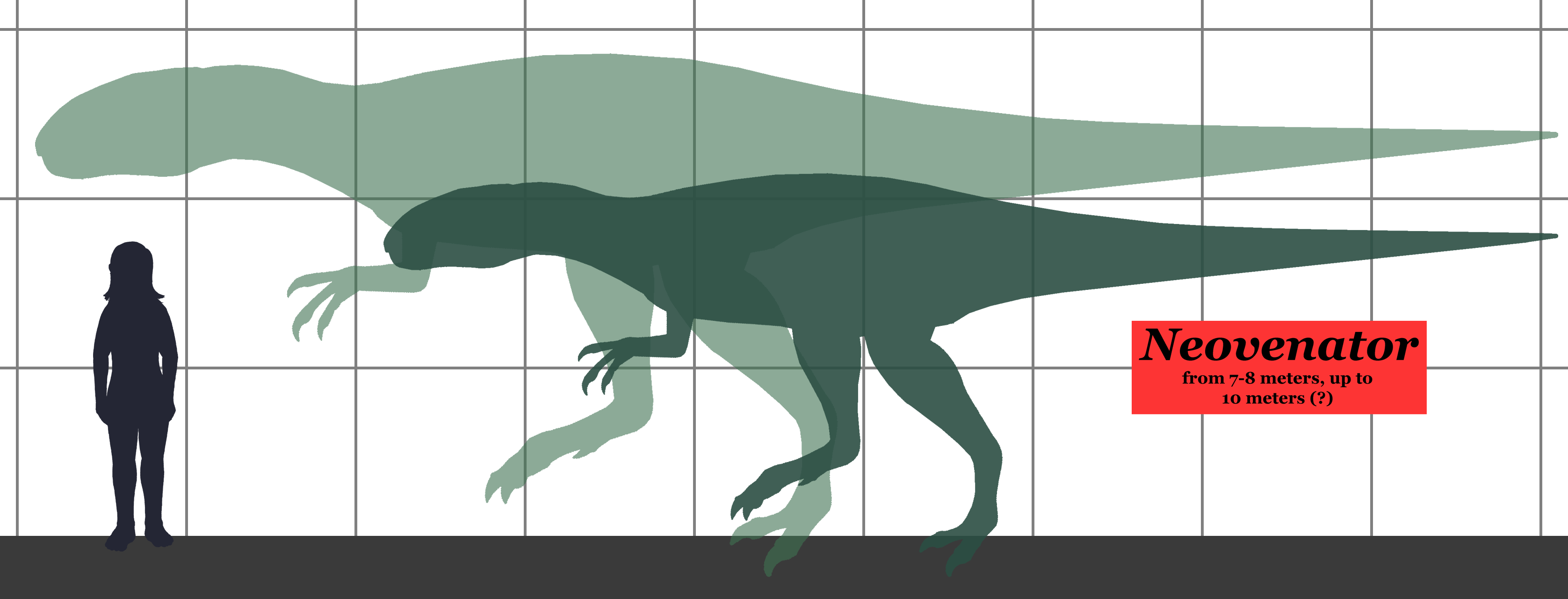
大きさの推定とヒトとの比較

タイプ種の最初の化石は1978年にワイト島南西部の海岸にあるウェセックス層の様々な植物を含む粘土岩と泥灰岩の層から発見された。ずっと後の1989年になってこの標本の他の骨が発見された。Steve Hutt博士によって発掘され、Huttのチームは今までに骨格の70%を発掘している。
1996年にSteve Hutt、MartillおよびBarkerにより記載された当時、ネオヴェナトルはヨーロッパから唯一知られているアロサウルス科の属と考えられた。しかし、その後の研究ではアロサウルス類の進歩的な分類群であるカルカロドントサウルス科とより共通点があり、Benson、CarranoおよびBrusatteによる2010年の研究などではカルカロドントサウルス科と実際に近縁である（両者でカルカロドントサウルス類（Carcharodontosauria）と呼ばれる分類群を形成する）ことが示されているが、実際にはさらにメガラプトル類（megaraptora）により近縁で、ともにネオヴェナトル科（Neovenatoridae）を形成する。

## 生息地
ネオヴェナトルの化石は最初20世紀にワイト島（イングランド南部）で発見された。白亜紀前期にバリオニクス、ポラカントゥス、イグアノドンなどとともに生息しており、当時は捕食者の頂点の一つであった。

## 病理学
Neovenator salerii のホロタイプには多数の病状がある。中ほどの尾椎の癒合、中ほどの尾椎の横突起の骨折が治癒した痕、趾骨を冒す骨棘、腹肋骨の骨折の治癒した痕、複数の偽関節症の痕跡…および肩甲骨の骨折などが挙げられている。